# 小泉美樹
小泉 美樹はアロマティスト。

## 経歴
不動産、損保などでの職務経験後、2004年にサプリメント評議会を立ち上げ、理事に就任。それと同時にサプリメント・クチコミ・ランキングの編集長も務める。
2007年に独立、アロマの専門家としての道を歩みだす。
既存のアロマ関係の仕事のみならず、オリジナルのアロマメソッドを開発、「パーソナル・アロマ(R)」としてサービスを展開する。
2009年7月、モーニングアカデミアを設立、校長に就任。2014年閉鎖。

## 出演

### テレビ
- あっぱれ!!さんま新教授（フジテレビ、2009年）
- いきいき美人サロン（テレビ東京、2010年）

### 雑誌
- アントレ（2009年8月号）
- BLENDA（2010年2月号、6月号）
- 日経Health（2010年12月号）
- GINGER（2011年3月号）
- anan（2011年2月2日号、2月9日号）

## 出版
- すべてがわかる アロマテラピー大事典（永岡書店、2008年1月10日）
- 365日のアロマレシピ（永岡書店、2009年3月10日）